# Větev

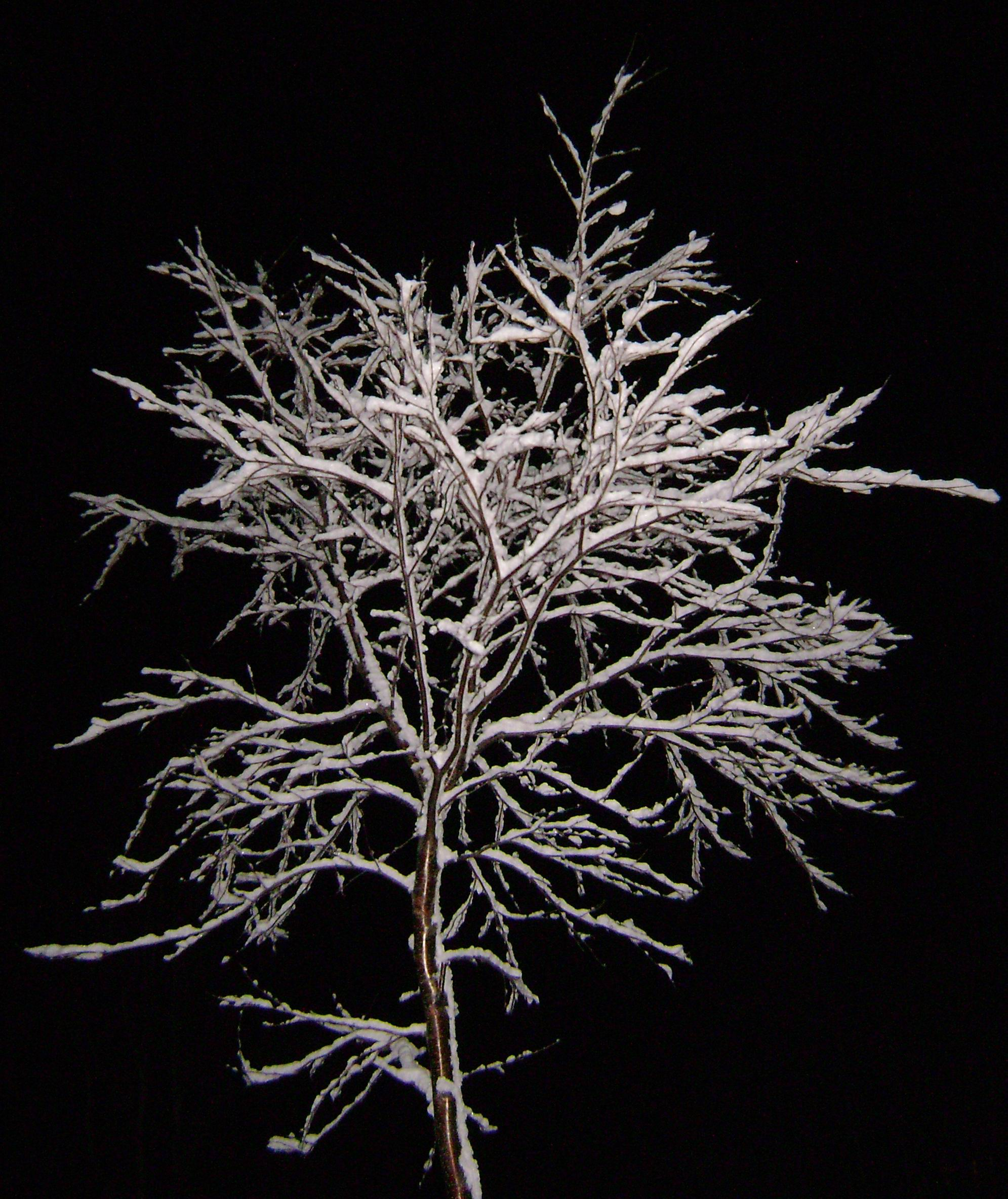
Větve břízy pokryté mokrým sněhem

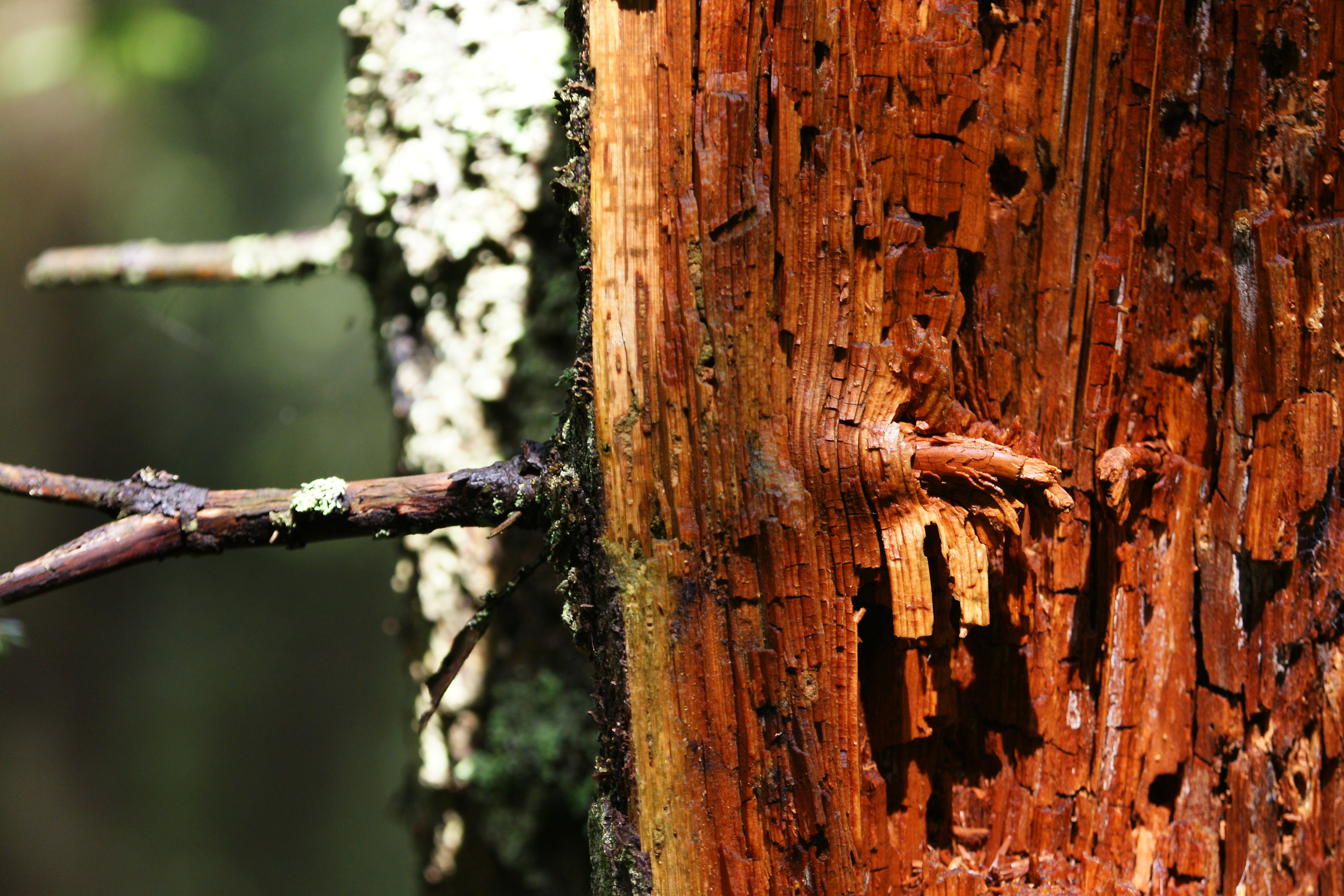
Obnažená větev a její připojení ke kmeni po zásahu stromu bleskem

Větev (řidčeji, zpravidla na Moravě haluz) je měkká nebo zdřevnatělá část vyrůstající z kmene dřevin. Větve se oddělují od kmene a upínají se na ně listy a plody ve všech stadiích vývoje. Opakem větve ve směru dolů je kořen.
Velmi důležitým systematickým znakem cévnatých rostlin a tedy i dřevin je větvení. Rozeznávány jsou dva základní způsoby:
- vidličnaté (dichotomické, hemiblastické)
- boční (holoblastické, axiální)

## Větve vyššího a nižšího řádu
Soustava takzvaných kosterních a vedlejších větví tvoří korunu. Kosterní větve, neboli větve vyššího řádu, vyrůstají z prodlouženého kmene a tvoří základ koruny. Jejich postranní výhony se pak dále větví, čímž vznikají vedlejší větve neboli větve nižšího řádu. Větve vyššího řádu svým růstem vždy převyšují větve nižšího řádu.

## Využití
Hospodářsky mohou být silnější větve využity jako palivové dříví (průměr do 30 cm), slabší větve mohou být štěpkovány.
Slabší, suché větve zvané chrastí (též roští, klestí), které se nacházejí na stromech nebo jsou z nich spadlé či ulámané se používají k topení, ale mají poměrně malou výhřevnost. Pro velkou plochu svého povrchu však snadno vzplanou, a proto se hodí k rozdělávání ohně.